# Hikmet Çetin
Hikmet Çetin (ur. 10 sierpnia 1937 w Lice) – turecki polityk, ekonomista i dyplomata kurdyjskiego pochodzenia, deputowany, minister i wicepremier, w 1995 przewodniczący Republikańskiej Partii Ludowej (CHP), w latach 1997–1999 przewodniczący Wielkiego Zgromadzenia Narodowego Turcji.

## Życiorys
W 1960 ukończył studia ekonomiczne na Uniwersytecie w Ankarze. Magisterium uzyskał w Williams College w Stanach Zjednoczonych, w 1968 przebywał naukowo na Uniwersytecie Stanforda. Zawodowo związany z Państwową Organizacją Planowania, od 1970 kierował w niej wydziałem planowania gospodarczego. Był też wykładowcą na uczelni technicznej ODTÜ w Ankarze.
Zaangażował się również w działalność polityczną, dołączył do Republikańskiej Partii Ludowej. W latach 1977–1980 po raz pierwszy sprawował mandat deputowanego. Od 1978 do 1979 zajmował stanowiska wicepremiera i ministra stanu w rządzie Bülenta Ecevita. Do aktywności publicznej powrócił kilka lat po puczu wojskowym z 1980. Działał w Socjaldemokratycznej Partii Ludowej (SHP), pełnił w niej funkcję sekretarza generalnego. Z jej ramienia w 1987 i 1991 ponownie wybierany na posła. Od listopada 1991 do lipca 1994 był ministrem spraw zagranicznych w gabinecie Tansu Çiller. Od marca do października 1995 pełnił w nim funkcje wicepremiera oraz ministra stanu. W lutym tegoż roku SHP przyłączyła się do reaktywowanej w 1992 Republikańskiej Partii Ludowej; na przeprowadzonym wówczas kongresie zjednoczeniowym Hikmet Çetin został wybrany na przewodniczącego CHP. We wrześniu 1995 zastąpił go na tym stanowisku Deniz Baykal.
W wyborach w 1995 utrzymał miejsce w parlamencie na kolejną kadencję. Od października 1997 do maja 1999 był przewodniczącym Wielkiego Zgromadzenia Narodowego Turcji. Później pełnił funkcję głównego doradcy prezydenta Süleymana Demirela w zakresie polityki zagranicznej. W listopadzie 2003 mianowany głównym cywilnym przedstawicielem NATO w Afganistanie, stanowisko to zajmował do sierpnia 2006. Należał do krytyków przywództwa Deniza Baykala, przez pewien czas pozostawał poza partią, wspierając ruch polityczny Türkiye Değişim Hareketi; później powrócił do CHP.